# La Secrétaire privée
Pour plus de détails, voir Fiche technique et Distribution.
La Secrétaire privée (Die Privatsekretärin), est une comédie allemande réalisée par Wilhelm Thiele et sortie en 1931.
Le film allemand a été décliné en remakes dans plusieurs pays, dont la version française Dactylo avec Marie Glory, la version italienne La Secrétaire particulière, la version anglaise Sunshine Susie ainsi que la version espagnole Historia de una maquina de escribir. Tous ces films sont adaptés de l'opérette Die Privatsekretärin d'István Békeffy et du roman homonyme d'István Szomaházy publié en 1905.

## Synopsis
Vilma Förster, jeune sténodactylo débutante, veut enfin prendre son envol. C'est pourquoi, avec seulement vingt Reichsmarks en poche, elle se rend à Berlin pour y faire, espère-t-elle, une grande carrière. À la recherche d'un emploi correctement rémunéré, elle rencontre Hasel, un valet de banque maigrichon, un type aimable et bienveillant au visage de voyou, qui préférerait de loin se lancer dans la chanson. C'est pourquoi il a fondé un club de chant. Pour réduire les coûts, Hasel est à la fois président, chef d'orchestre et caissier. Comme Hasel et Vilma s'entendent bien dès le début, ce dernier aimerait bien aider la jeune fille inexpérimentée et s'efforce de lui trouver un emploi dans sa banque. Le chef du personnel Klapper montre rapidement un vif intérêt pour Vilma, qui dépasse toutefois clairement le cadre purement professionnel. Profitant de sa position de force, il la convoque à un rendez-vous sur la Potsdamer Platz, mais Vilma ne se présente pas.
Furieux et déçu, Klapper fait sentir son mécontentement à Vilma et impose à la nouvelle employée un travail de punition, ce qui signifie des heures supplémentaires. Un jeune homme, que Vilma prend aussitôt pour un autre employé de banque, assiste également à la frappe sur la machine à écrire après les heures de bureau. Mais en réalité, il s'agit de son chef suprême, Monsieur le directeur Arvai. Il garde l'incognito et aide plutôt Vilma à en finir rapidement avec le surcroît de travail inutile. Il invite ensuite la jolie blonde à la salle des fêtes de Weber, où son collègue Hasel se produit avec son groupe de chant. Arvai jette un regard éloquent à Hasel, qui s'étonne joyeusement que son chef vienne lui rendre visite à l'occasion de son spectacle, de sorte que celui-ci sait immédiatement qu'il ne doit pas le trahir auprès de Mademoiselle Förster. Ce n'est que le lendemain matin que Vilma se rend compte qui a été son galant compagnon de la nuit précédente. Elle veut parler au directeur Arvai pour clarifier le malentendu de la veille, mais elle se heurte à la secrétaire privée du directeur.
Une fois de plus, l'aimable Hasel est là pour résoudre élégamment ce problème de Vilma. Soi-disant sur ordre de son patron, il envoie sa dame de compagnie à Dresde. Hasel parvient maintenant à placer Vilma comme nouvelle secrétaire privée d'Arva. Lorsqu'Arvai apprend que sa véritable secrétaire se trouve à Dresde, il est un moment irrité, mais sa colère s'apaise dès qu'il revoit Vilma. Il convoque la nouvelle venue chez lui, sous prétexte de lui dicter quelques lettres importantes après la fermeture du bureau. Vilma est ravie et se met sur son 31 pour ce rendez-vous. Arvai, qui a depuis longtemps jeté son dévolu sur la jeune femme, souhaite la soumettre à un dernier test et offre à Vilma tout le luxe imaginable pour vérifier si la jeune femme ne s'intéresse à lui que pour son argent. Il lui fait comprendre qu'elle n'obtiendra pas sa confiance. Profondément déçue, Vilma décide de ne plus retourner à son travail. Arvai charge alors son plus proche confident, Hasel, et son chauffeur d'aller chercher Mademoiselle Förster - en vain. Il se met donc lui-même en quatre et se rend à la petite pension où Vilma a trouvé refuge. Là, il avoue son amour à la jolie jeune femme et la secrétaire privée revient à la fois sur son lieu de travail et dans son cœur.

## Fiche technique
- Titre français : La Secrétaire privée[1]
- Titre original italien : Die Privatsekretärin[2]
- Réalisation : Wilhelm Thiele
- Scénario : Franz Schulz, d'après le roman Mesék az frógépröl (1905) d'István Szomaházy.
- Photographie : Otto Heller, Reimar Kuntze, Adolf Schlasy
- Montage : Paul Martin
- Musique : Paul Abraham
- Décors : Otto Hunte, Franz Koehn
- Production : Hermann Millakowsky
- Société de production : Greenbaum-Film
- Pays de production :  République de Weimar
- Langue originale : allemand
- Format : Noir et blanc - 1,20:1 - Son mono - 35 mm
- Durée : 100 minutes
- Genre : comédie
- Dates de sortie :
  - Royaume d'Italie : 16 janvier 1931
  - France : 18 mars 1932

## Distribution
- Renate Müller : Vilma Förster, la secrétaire privée
- Hermann Thimig : Le directeur de la banque Arvai
- Félix Bressart : Hasel, le valet de banque
- Ludwig Stössel : Klapper, chef du personnel
- Gertrud Wolle : Propriétaire de pension
- Karl Harbacher :
- Maja Norden :
- Hans Otto Stern :

## L'importance du film de la carrière de Renate Müller
La secrétaire privée signale la percée définitive de Renate Müller en tant que vedette de cinéma. Peu de temps auparavant, en 1930, elle était apparue dans Aimé des dieux (1930) aux côtés d'Emil Jannings et y avait été largement mise en avant. Dans La Secrétaire privée, elle devait pour la première fois porter un film en grande partie seule.
Heinrich Fraenkel (de) écrivit à ce sujet dans son livre de souvenirs "Unsterblicher Film" (film immortel) :
« Was war der tiefere Grund für die außerordentliche Wirkungskraft dieser Schauspielerin? Es war ganz einfach die Tatsache, daß sie den Urbegriff des sauberen jungen Mädchens bildete; und ob sie nun in ihrem ersten Welterfolg ‚Die Privatsekretärin‘ darstellte … oder ob sie in ‚Victor und Victoria‘ einen Damenimitator spielte oder … unter Carl Froelichs Regie die ‚Liselotte von der Pfalz‘, immer war sie in ihrer Erscheinung und in ihrem Wesen der Wunschtraum von Millionen junger Männer, die sich genau so ein Mädchen wünschten, und von Millionen junger Mädchen, die ebenso hübsch, so gesund und adrett sein wollten, und ebenso glücklich. ‚Ich bin ja heut’ so glücklich, ich bin ja heut’ so glücklich…‘, dieser durch seine naive Simplizität so wirkungsvolle Schlager, den die Müller ‚kreiert‘ hat, er könnte gewissermaßen das Motto für das Bild sein, das vielen Millionen ihrer Verehrer von Renate Müller in Erinnerung blieb. »
— Heinrich Fraenkel

« Quelle était la raison profonde de l'extraordinaire pouvoir d'influence de cette actrice ? C'était tout simplement le fait qu'elle représentait l'archétype de la jeune fille propre ; et qu'elle interprète 'La secrétaire privée' dans son premier succès mondial ... ou qu'elle joue un imitateur de dames dans Victor et Victoria ou Liselotte von der Pfalz sous la direction de Carl Froelich, elle était toujours, par son apparence et son caractère, le rêve de millions de jeunes hommes qui souhaitaient avoir exactement la même fille, et de millions de jeunes filles qui voulaient être aussi jolies, aussi saines, aussi soignées, et aussi heureuses. Ich bin ja heut’ so glücklich, ich bin ja heut’ so glücklich…, ce tube si efficace par sa simplicité naïve, que la Müller a « créé », pourrait être en quelque sorte la devise de l'image que beaucoup de millions de ses admirateurs ont gardé en mémoire de Renate Müller. »
.

## Suite
En 1953, le chef monteur Paul Martin, a mis en scène un remake du film intitulé Une secrétaire à la page (de), à la demande d'Artur Brauner, le dirigeant du CCC-Filmkunst. Cependant, les protagonistes de cette histoire ont reçu des noms de rôles différents.